# Kuilbrikgronden
Kuilbrikgronden is een bodemtype binnen het Nederlandse systeem van bodemclassificatie en behoort tot de hydrobrikgronden. De gronden van deze subgroep komen overwegend voor in laat-pleistocene oude rivierklei-afzettingen en in veel mindere mate ook in de löss. Kuilbrikgronden zijn op een vergelijkbare wijze gevormd zijn als beemdbrikgronden.
Het verschil tussen een kuilbrikgrond en een beemdbrikgrond vindt men in de bovengrond. Bij een kuilbrikgrond heeft de A-horizont en zwaardere textuur en bestaat ze uit klei of zavel. Ook kunnen er diffuse roestvlekken in de E-horizont voorkomen. Dit laatste duidt op een regelmatig voorkomende hoge grondwaterspiegel. Kuilbrikgronden zijn tot grote diepte grijs met veel en duidelijke roestvlekken in de briklaag (B-horizont). De ondergrond bestaat uit gereduceerd zand of slecht doorlatend kleiig materiaal.
In het Zuid-Limburgse lössgebied worden kuilbrikgronden gevonden op een slecht doorlatende ondergrond, waardoor pseudogley verschijnselen optreden (zie ook stagnosol).
| Horizont | Diepte   | Omschrijving |
| -------- | -------- | --- |

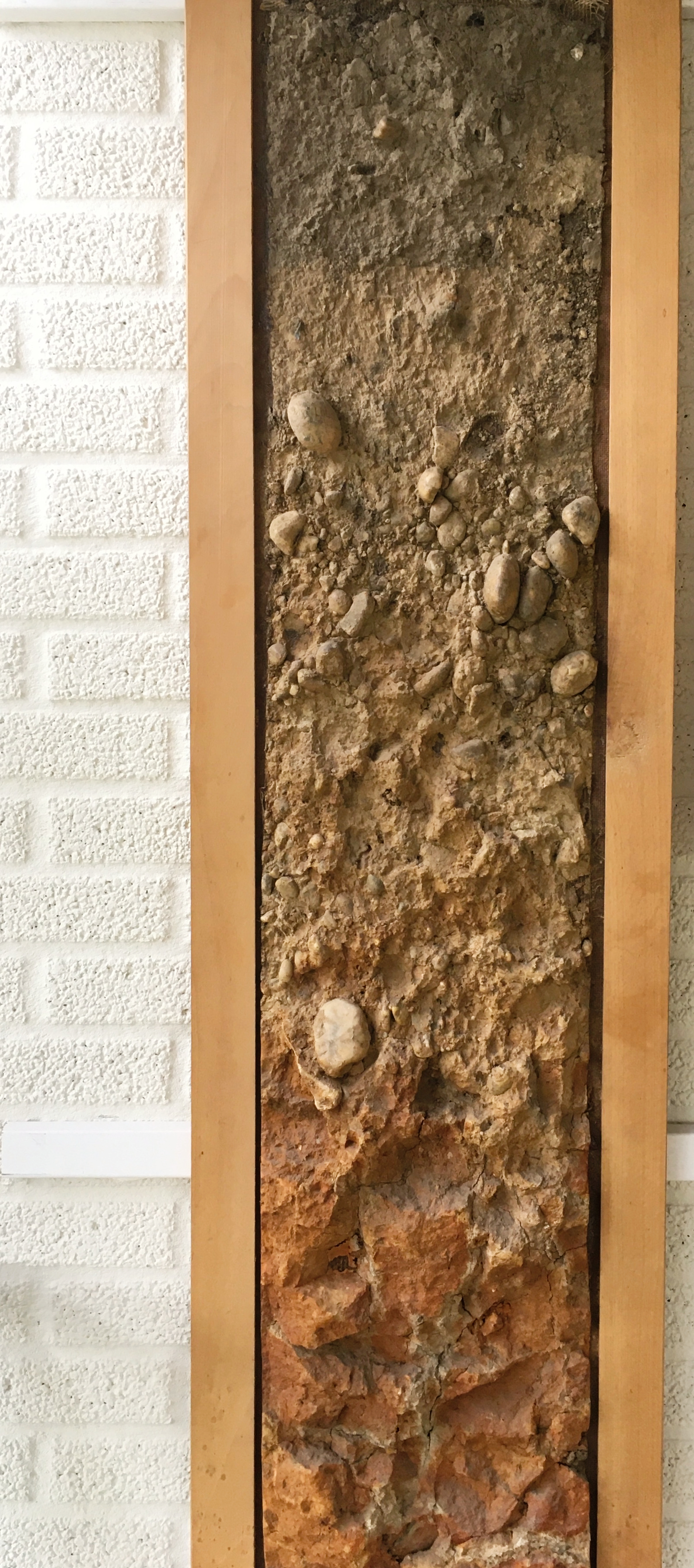
Bodemprofiel van een kuilbrikgrond

| O        | + 4–0 cm | viltige strooisellaag; zeer donkerbruin, gedeeltelijk gemineraliseerd materiaal met veel onverteerde vegetatieresten (berk, beuk, varens); scherpe overgang naar Ahg horizont                           |
| Ahg      | 0–6 cm   | zeer donker grijsbruine zeer humeuze zandige leem met zeer veel plantenwortels; geleidelijke overgang naar Eg                                                                                           |
| Eg       | 6–38 cm  | lichtgrijze humusarme zandige leem met kleine lichtoranje roestvlekken; vrij veel wortels; onregelmatige, zeer geleidelijke overgang naar Btg                                                           |
| Btg      | 38–81 cm | sterk gevlekte zandige leem met hoger lutumgehalte dan bovenliggende horizont (klei-inspoeling); geelbruine tot oranjegele roestkleuren; met brede verticale lichtgrijze banen met een lichtere textuur |
| BCg      | 81–90 cm | overgangslaag naar ondergrond met sterke bijmenging van grof zand; met duidelijke klei-inspoeling |
| C        | > 90 cm  | grindrijk, grof rivierzand |